# Серпопард

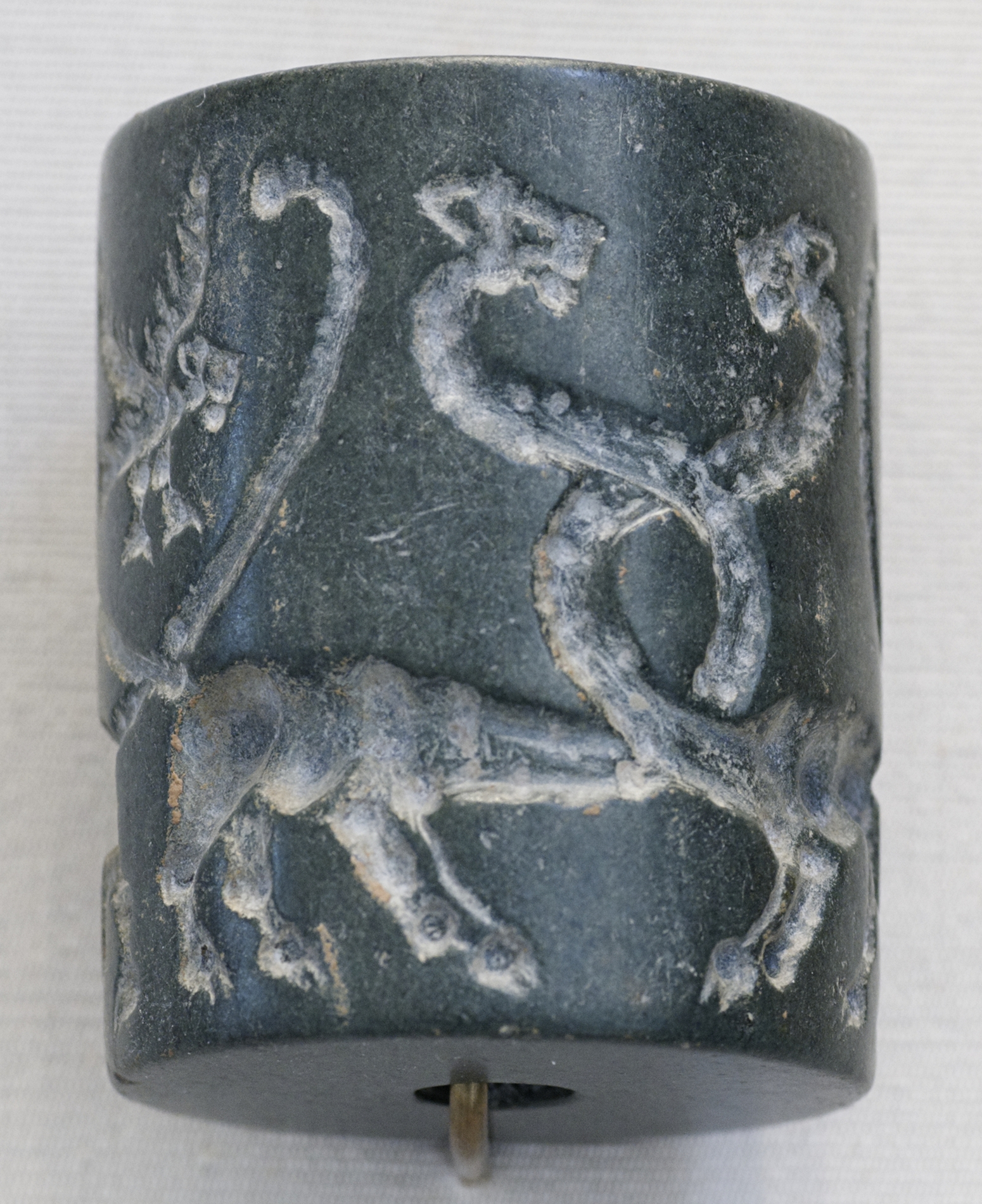
Серпопард на циліндричній печатці. Месопотамія, V ст. до н. е. (4100 до н. е.) — IV ст. до н. е.(3000 до н. е.). Міфічна істота

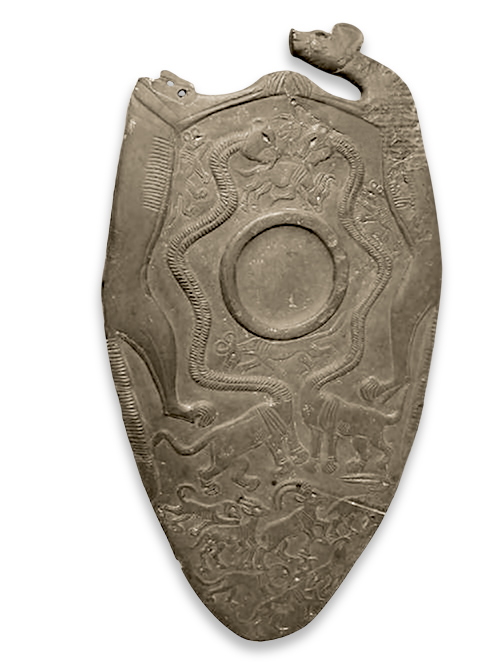
Оксфордська палітра з Гієраконполя. Музей Ешмола.

Серпоп́ард (серпард) — назва міфічної тварини, з тілом лева (або леопарда) і зміїною шиєю. Зображення цієї міфічної істоти зустрічається на староєгипетських, месопотамських і еламітських артефактах. Термін не використовувався в оригінальних текстах, і його інтерпретація застосовується тільки останнім часом.
Зображення серпопарда характерно для прикраси косметичних і культових палеток додинастського періоду Стародавнього Єгипту. Крім того, цей образ застосовувався для дизайну циліндричних печаток в епоху Урук в Месопотамії (бл. 3500-3000 до н. е.).
За класифікацією тварин цю істоту можна віднести до котячих через притаманні котячим риси: хвіст, тулуб і округлу голову з вухами. Характерних рис змії, таких як форма язика або форма голови, серпопард не має. Подібно до інших стародавніх народів, єгиптяни відомі умінням точно зображувати істот, яких вони спостерігають. В їх збірних образах, створених для зображення богів у новій релігійній концепції, легко впізнавані риси тварин, які першопочатково представляють ці божества до об'єднання.

## Зображення

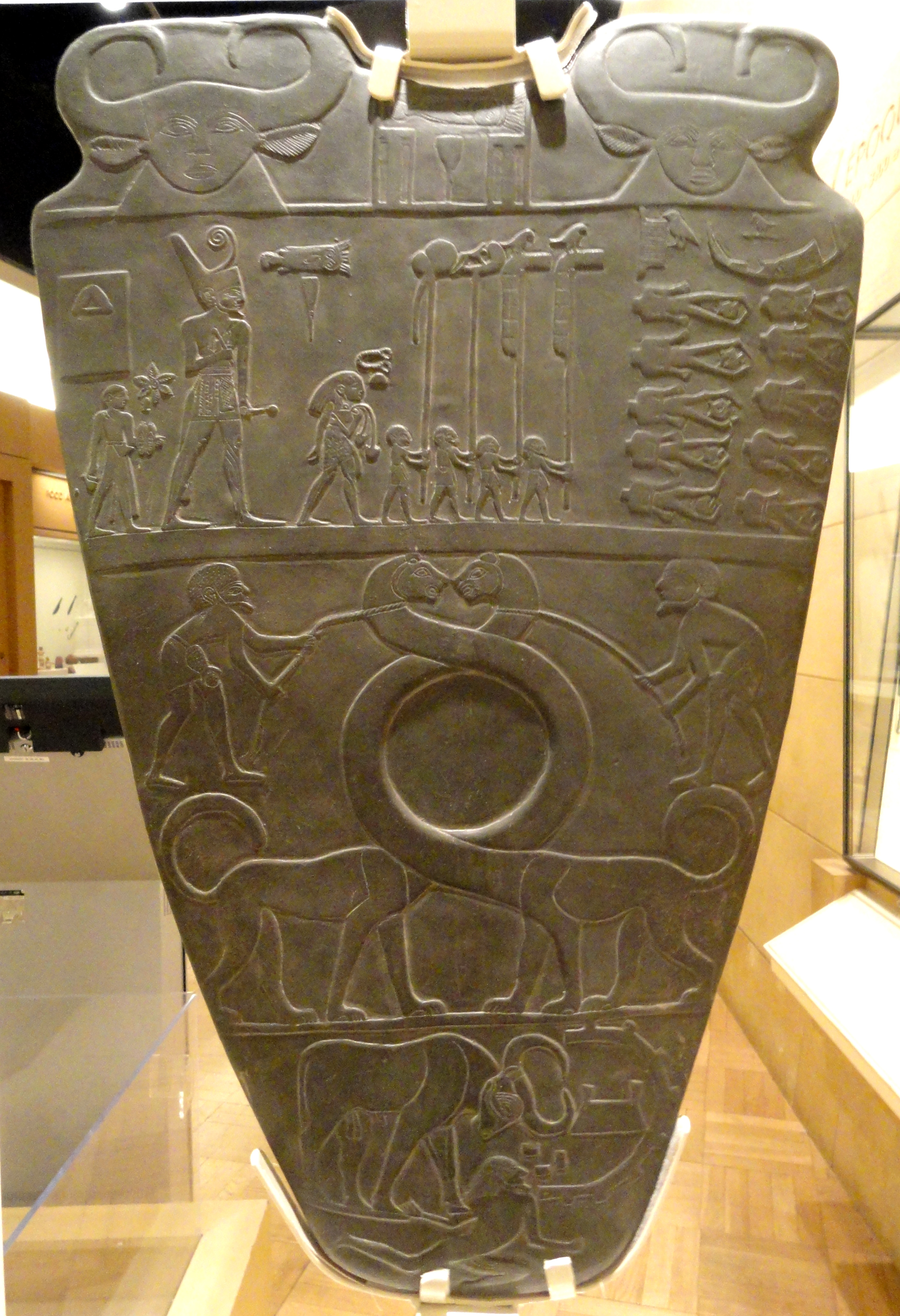
Аверс палетки Нармера

Подвійна природа цієї істоти — небесна і хтонічна — відображається на палетках за допомогою певного розміщення його фігур у формі кільця, утвореного сплетінням змієподібних ший. Амбівалентність образу особливо добре простежується в палєтці Нармера. Вважається, що на палєтці Нармера серпопарди з переплетеними шиями можуть символізувати об'єднання Верхнього і Нижнього Єгипту.
Левиця відігравала важливу роль у релігійних течіях як Верхнього, так і Нижнього Єгипту, і зображалася як тварина, пов'язана з захистом царської династії. У період пізньої додінастики вже існував образ богині в образі лева, яка в письмовій традиції була улюбленою донькою бога Ра, виступаючи під різними іменами: Сехмет, Тефнут, Урея, Маат, Ока Ра.

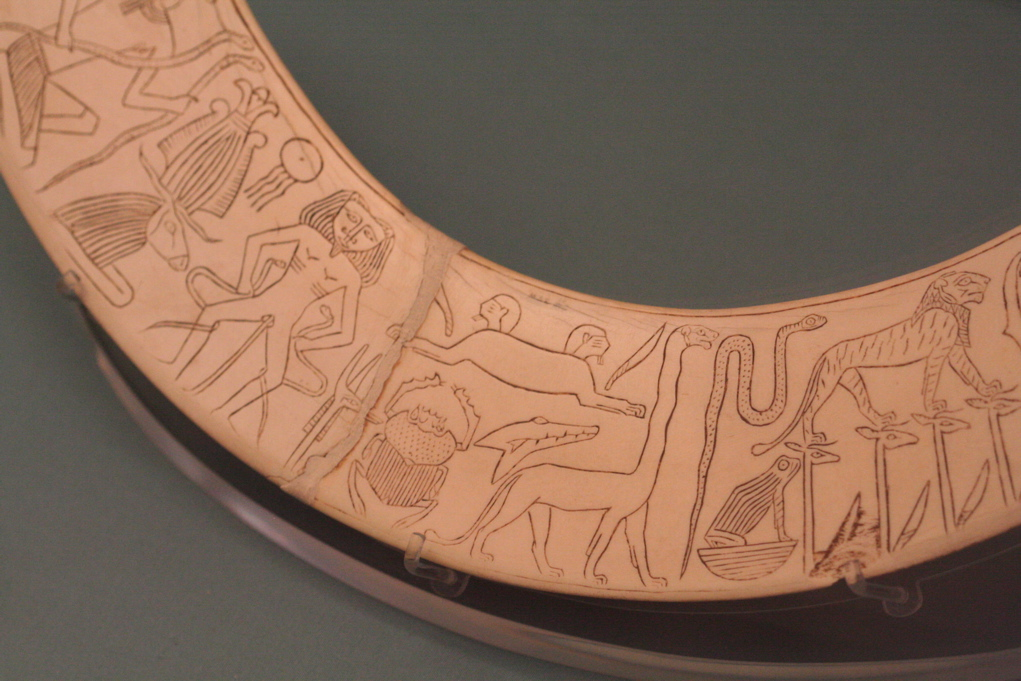
Магічна паличка (ніж) з Фів для захисту матері і дитини. Близько 1750 року до н. е.

Довгі шиї серпопардів можуть бути простим перебільшенням, що використовується як особливості оформлення художнього мотиву, або для формування області змішування косметики в палетках.
Існують думки вчених, які ототожнюють серпопарда з зауроподом.
У Месопотамії, використання цих «змієешиїх левів» та інших гібридних тварин, було проявом хтонічного аспекту. Хтонічні чудовиська в багатьох релігіях і міфологіях — істоти, які від початку уособлювали дику природну міць землі, підземне царство та ін. Зображення фантастичних тварин також відомі з Еламу і з багатьох інших стародавніх культур.
Також зображення серпопарда зустрічається на магічних захисних табличках і ножах.